# 卡齐米日·普瓦斯基
卡齐米日·米哈乌·瓦茨瓦夫·维克多·普瓦斯基（波蘭語：Kazimierz Michał Wacław Wiktor Pułaski，波蘭語發音：[kaˈʑimjɛʐ puˈwaskʲi] ⓘ；1745年3月4日—1779年10月11日），通常简称卡齐米日·普瓦斯基（波蘭語：Kazimierz Pułaski，在美国通常写为Casimir Pulaski），希莱波夫龙氏族，波兰士兵，贵族，政治家，被尊为“美利坚骑兵之父”。
普瓦斯基出身波兰有地贵族，是巴尔联盟的指挥官。巴尔联盟试图令波兰立陶宛联邦脫離俄罗斯的统治。起义失败后，普瓦斯基移居北美，成為军事冒险者。在美国独立战争中，他曾救過乔治·华盛顿的性命，成了大陆军的一位将军。最後在萨瓦纳围攻战中死于伤口恶化。

## 传记

### 波兰生涯

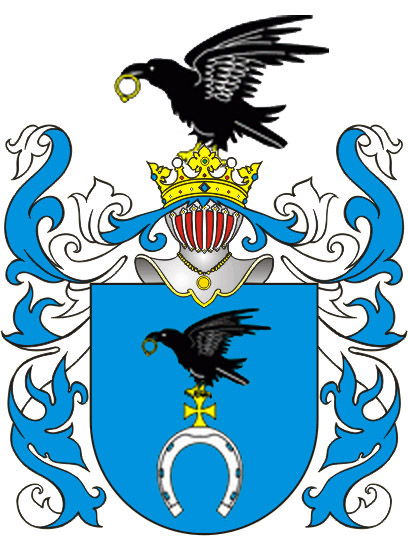
希莱波夫龙纹章

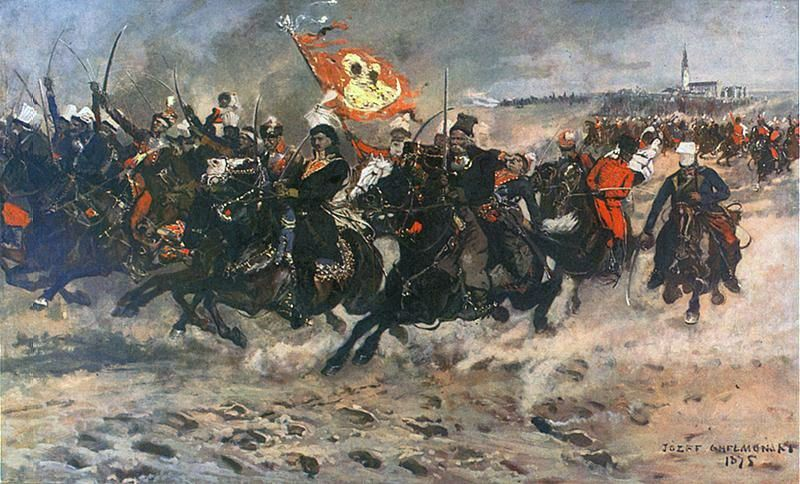
普瓦斯基在琴斯托霍瓦，约泽夫·赫乌蒙斯基绘于1875年

普瓦斯基在1745年3月4日（有些文献记成3月6日）于瓦尔卡附近的维尼亚雷出生。他的父亲约泽夫·普瓦斯基，是该地区的“长老”和知名人物之一。早在年轻的时候，卡齐米日·普瓦斯基就往华沙去了，在那里的基廷会地方学院念书。
1762年，普瓦斯基成了波兰国王的封臣，库尔兰公爵，萨克森的卡尔·克里斯蒂安·约瑟夫的侍从，并从此开始了他的军旅生涯。但是，在他抵达米塔乌不久，公爵的朝臣就遭占领该地区的俄军驱逐。普瓦斯基回到华沙。1764年，他在華沙参与推举新波兰国王斯坦尼斯瓦夫二世·奥古斯特。
1768年2月29日，普瓦斯基与其父亲一同成为巴尔联盟的创始人。巴尔联盟目的是要波兰立陶宛联邦摆脱俄罗斯的统治。聯盟遭到驻扎在波兰的俄军猛烈反抗。普瓦斯基是沃姆扎地区的贵族元帅，为联盟军队最佳指挥官之一。同年，被围困在贝尔德丘夫的一座修道院里，九死一生之下，坚守了两周，終被俄军俘虏。普瓦斯基被迫发誓不会回到联盟，才重获自由。
但是，普瓦斯基并不认为这么个誓言有多大的约束力，他已經與俄军对抗了四年多。1769年，普瓦斯基再次被数量远大于他的俄军困在奥科佩。在一次勇敢的防守戰鬥后，普瓦斯基突破俄罗斯的包围圈，带着他的军队来到奥斯曼帝国。然後回到立陶宛。在立陶宛，普瓦斯基开始另一次反俄宣传，当地很多贵族加入了联盟。
1770年9月10日和1771年1月9日，普瓦斯基又被困在亚斯纳-古拉修道院，再次领导波军成功防守。1771年11月，他是国王绑架行动的主要组织者。但是，这次行动失败了，联盟随后被解散。普瓦斯基成为了人民公敌，并因弑君成了在逃死刑犯。普瓦斯基逃离波兰，但没有欧洲国家收留。他短暂待在土耳其后，又流亡法国，在那里，拉法叶侯爵征募他到美洲服役。

### 骑兵之父
本杰明·富兰克林建议乔治·华盛顿将军任命卡齐米日·普瓦斯基为志愿美国骑兵，并称“普瓦斯基在保卫他祖国自由时，显露出勇气和胆量，享誉全欧。”抵达美国后，卡齐米日给华盛顿将军写道，“我来了，来到这开始保卫自由的地方，我服务于此，为此生存或牺牲。”
普瓦斯基在1777年9月11日布兰迪万战役第一次遇到英国人。他勇敢冲锋，救美国骑兵免于大败，還保住了乔治·华盛顿的性命。乔治华盛顿晋升普瓦斯基为美国骑兵准将作為回报。然而普瓦斯基飞扬跋扈，加上不諳英文；唯有辞去司令的职务；但獲准组建独立的普瓦斯基骑兵团，是美国大陆军中，屈指可数的几支骑兵团之一。 
在华盛顿的鼓動下，美國国会在1778年通过成立骑兵的议案，任命普瓦斯基为司令。“美利坚骑兵之父”对他的下属要求嚴格，還教授他们成熟的骑兵战术。在议会缺乏资金时，他就利用个人财产，确保他军队有精良装备和个人安全。国会称他为“马背上的指挥官”。
1779年2月，军团驱逐来自查尔斯顿的英国侵略者。 1779年10月，普瓦斯基在佐治亚州萨凡纳战役中，向英军进攻。10月9日，普瓦斯基找到英军战线上的一個弱点，隨即發起一次冲锋；就在此時，被葡萄弹击伤。普瓦斯基由约翰·C·库珀上校等几位战友抬到地上。隨後被带上私掠船“黄蜂号”。两天后，普瓦斯基尚未恢复知觉，因创伤而死。

## 贡献与影响
普瓦斯基的最大贡献，可從华盛顿在1779年11月17日发出的識別口令見到。这道口令的问题是“普瓦斯基”，而回答应是“波兰”。
美国很早就纪念普瓦斯基在美国独立战争中的贡献。而波兰移民一直到20世纪才对此感兴趣。1929年，美國国会决定，将每年的10月11日定为“普瓦斯基将军纪念日”， 用于唤起对普瓦斯基的怀念。继承波兰裔美国人的传统。每年十月，大激流城都会庆祝（ （页面存档备份，存于））“普瓦斯基日”。在底特律华盛顿大道和密西根大道的交叉口上，也有普瓦斯基的雕像。
肯塔基州自1942年前，就通过法律确定普瓦斯基将军日。伊利诺斯州自1977年起在三月的第一个周一庆祝卡齐米日·普瓦斯基日，这无疑是因为波兰人在芝加哥人口中所占的较大比例。普瓦斯基日被定为全天假日，所有政府建筑都会在该天休息。学区可以选择是否将普瓦斯基定为假日。威斯康辛州和印第安纳州也同样确定该日，在密尔沃基，也拥有一年一度的游行和学校假日。普瓦斯基县也为了纪念他，将整个城市以他命名。该天，纽约市的第五大道都会有普瓦斯基日游行。
一艘美国潜艇卡齐米日·普瓦斯基号就以他命名，曾作为缉私船（海岸警卫队使用）。

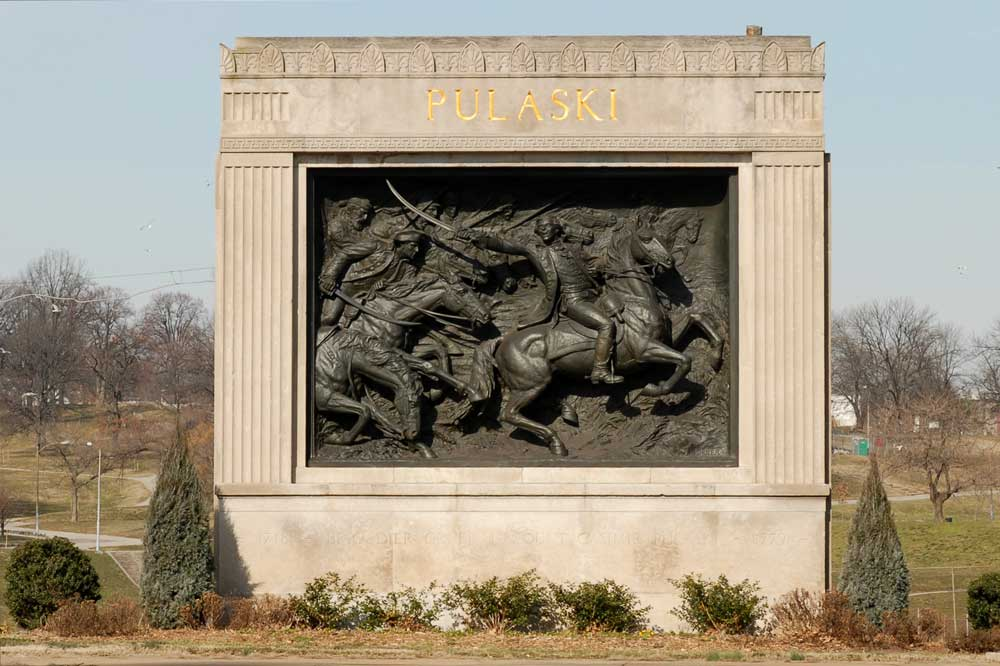
位于巴尔的摩帕特森公园的普瓦斯基雕像

美国的几座城市和县城以普瓦斯基命名，其中包括田纳西州的普瓦斯基市，阿肯色州（堪萨斯首府小石城同时也是县政府所在地）、喬治亞州、伊利諾伊州、印第安纳州、肯塔基州、密苏里州和弗吉尼亚州都有普瓦斯基县，威斯康辛州和纽约州都有普瓦斯基村。芝加哥、底特律、新贝德福德和梅里登都有卡齐米日·普瓦斯基小学，密尔沃基有普瓦斯基中学，还有在沃灵福德附近有一座以他命名的工业区。在萨凡纳的萨凡纳艺术与设计学院，普瓦斯基楼正是一所学生宿舍的名字。而且，在萨凡纳商业区有普瓦斯基广场，在萨凡纳郊区，也有普瓦斯基要塞国家遗址公园。在史蒂芬斯点的麦克格拉齐林公园，矗立着卡齐米日·普瓦斯基伯爵雕像。在大激流城，在十月的第一个周末会有普瓦斯基日节日活动，其中包括一场游行和在当地波兰大厅的庆典活动，以纪念他在独立战争中的贡献。为了纪念他，在北安普顿和南本德都有以他命名的公园，各个城市都有以普瓦斯基命名的街道，其中包括河头镇、汉姆查姆克、南本德、南卡罗来纳州哥伦比亚和芝加哥地区。穿过莱克镇的65号州际公路被命名为卡齐米日·普瓦斯基纪念高速公路。新泽西州的普拉斯基高架路（Pulaski Skyway）也以他命名，以米德瓦尔为起点，以巴尔的摩为终点的40号美国国道被命名为普瓦斯基公路。

## 脚注
1. ↑  Father Stanislaw Makarewicz, , Archiwa, Biblioteki i Muzea Koscielne 第70卷, Translated by Peter Obst and Alexandra Medvec (The Catholic University of Lublin (KUL)), 1998年, 第70卷  [2009-03-04], （原始内容存档于2020-11-11）
2. ↑  卡齐米日·普瓦斯基日 （页面存档备份，存于）, 东伊利诺斯州大学公民权利与多元化办公室。Leszek Szymański, Casimir Pulaski: A Hero of the American Revolution, E207.P8 S97 1994年.
3. ↑  .   [2009-10-04]. （原始内容存档于2017-03-29）.
4. ↑  U.S. Senate Passes Resolution Granting Honorary Posthumous Citizenship to Casimir Pulaski .   [2009-10-04]. （原始内容存档于2010-05-27）..   [2009-10-04]. （原始内容存档于2011-01-12）.
5. 1 2 3 4 5 6 7  .   [2020-10-03]. （原始内容存档于2015-08-30）.
6. ↑  第876-877页, Presidential Studies Quarterly Vol. XXIV No. 4 Fall 1994
7. ↑  .   [2009-10-04]. （原始内容存档于2000-03-02）.
8. ↑  .   [2009-10-04]. （原始内容存档于2007-03-25）.
9. ↑  .   [2009-10-04]. （原始内容存档于2017-04-16）.